# Église San Beneto
L'église San Beneto (en italien : Chiesa di San Beneto) est une église catholique de Venise, en Italie.

## Localisation
San Bene(det)to est située dans le sestiere de San Marco,  Contrada San Beneto, sur le campo San Beneto (NA 3967); juste à côté du musée Fortuny. Son flanc droit est limité par le Palazzo Viaro Martinengo Volpi. Ce même palais limite l'abside avec le Palazzo Tron. Le flanc gauche, avec le campanile attenant, donnent sur le Corte Tron.

## Historique
L'église est mentionnée pour la première fois au Xe siècle pour être fondée par les familles Caloprini, Burcali et Falier. En 1013, elle fut donnée par Giovanni et Domenico Falier au monastère bénédictin de Santissima Trinità e San Michele Arcangelo à Brondolo près de Chioggia. 
En 1167, un feu détruisit l'église originale et une deuxième église fut construite. Elle passa aux Cisterciens sur ordre du Pape Grégoire IX en 1229. Cet ordre a toutefois négligé l'église et en 1435, l'évêque de Castello (et futur patriarche de Venise) Lorenzo Giustiniani, en a fait une église paroissiale. La structure de cette église est devenue dangereuse après l'écroulement du campanile et ainsi une troisième a été construite entre 1619 et 1629 sous le Patriarche Giovanni Tiepolo. 
L'église a été fermée dans la première partie du XXe siècle.

## Description

### L’extérieur
Le clocher initial, très élevé par rapport à l'église, était à l'ouest du campo, attenant à la façade. Il était de style roman avec un toit conique en flèche et un pinacle aux quatre coins. Le clocher actuel, de taille plus modeste  est situé au nord-ouest, se termine par un toit «oignon», et le beffroi est ouvert par des fenêtres à meneaux.

### L’intérieur
À l'intérieur on peut voir des œuvres de Guido Mazzoni, Bernardo Strozzi et Tiepolo.

Le campanile
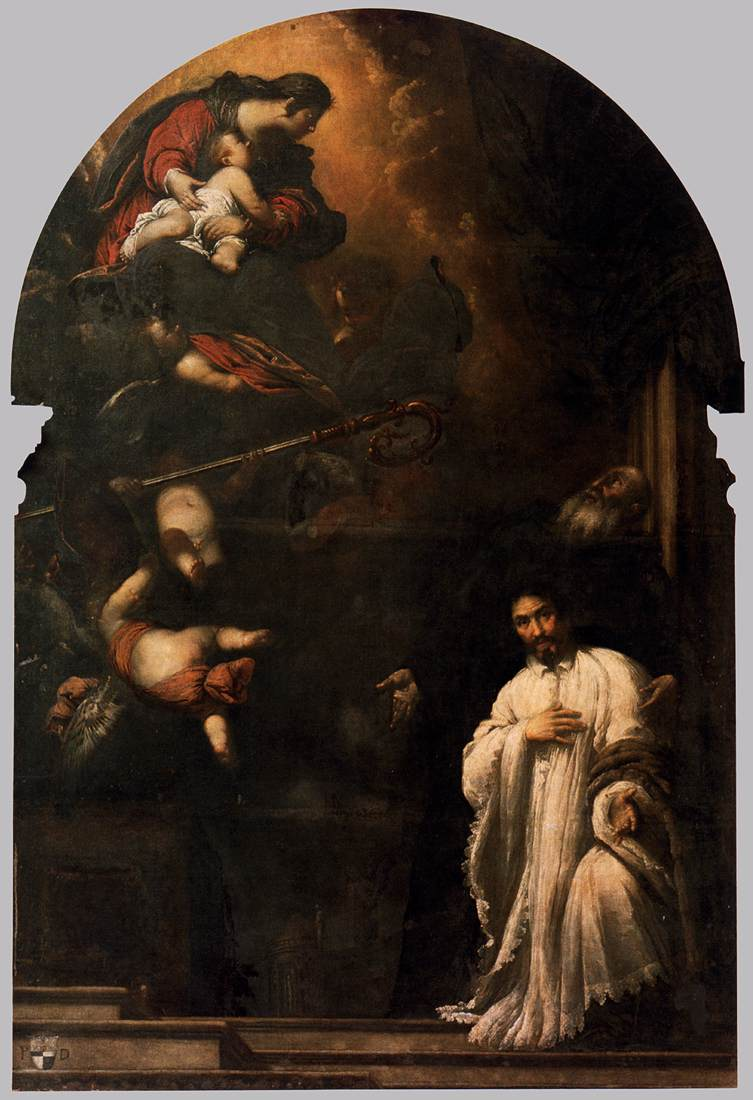
San Beneto par Sebastiano Mazzoni